# Bois-de-Champ
Bois-de-Champ är en kommun i departementet Vosges i regionen Grand Est (tidigare regionen Lorraine) i nordöstra Frankrike. Kommunen ligger i kantonen Brouvelieures som tillhör arrondissementet Saint-Dié-des-Vosges. År 2022 hade Bois-de-Champ 105 invånare.

## Befolkningsutveckling
Antalet invånare i kommunen Bois-de-Champ
| Referens: INSEE |